# Sal Mineo
Sal Mineo, de nom Salvatore Mineo Jr (Nova York, 10 de gener de 1939 - West Hollywood, Califòrnia, 12 de febrer de 1976), va ser un actor estatunidenc.

## Biografia[1][2]
Sal Mineo era fill d'immigrants italians originaris de Sicília. Detingut als deu anys per robatori, se li deixa triar entre la presó i l'escola d'actors. Escull la segona. S'estrena a l'escena amb La rosa tatuada de Tennessee Williams, que crea a Broadway el 1951 amb Maureen Stapleton i Eli Wallach. Reprèn l'any següent el paper del jove príncep Chulalongkorn en la comèdia musical El Rei i jo amb Yul Brynner.
Accedeix a la celebritat el 1955, quan només té setze anys, gràcies al paper de John «Plato» Crawford a Rebel sense causa , al costat de Natalie Wood i James Dean. La seva actuació li suposa una nominació per l'Oscar al millor actor secundari. Troba Dean l'any següent en  Gegant . El 1957, intenta una carrera de cantant de rock 'n' roll. Treu diversos títols de 1957 a 1959 dos dels quals (Start Movin i Lasting Love) són diverses setmanes en el Top 40 americà.
En els anys 1960, roda en pel·lícules de gran format com Èxode  (1960),  The Longest Day  (1962),  Cheyenne Autumn  (1964) i  The Greatest Story Ever Told  (1965). Després d'haver estat oficialment promès amb l'actriu Jill Haworth, la seva sòcia a Èxode, Sal Mineo és un dels primers actors americans que va assumir la seva homosexualitat a finals dels anys 1960, cosa que presumiblement frenarà una carrera prometedora. Anirà llavors cap a la televisió. El 1969, posa en escena i interpreta la peça molt polèmica del dramaturg canadenc John Herbert, Fortune and Men's Eyes , un huis-clos de presó implicant escenes de nuesa i de relacions sexuals entre homes.
El 12 de febrer de 1976, és assassinat entrant a casa seva als trenta-set anys, sense motiu aparent. John Lennon ofereix una recompensa per a qui trobi l'homicida. Un vagabund toxicòman anomenat Lionel Ray Williams és finalment detingut pel crim: toxicòman, havia volgut robar-li els diners per pagar-se droga, sense saber a qui atacava. Després del procés el 1979, és reconegut culpable i és condemnat a la presó a perpetuïtat. Serà posat en llibertat condicional el 1990.
El 2011, és interpretat per Val Lauren en la pel·lícula biogràfica Sal de James Franco.
El seu germà gran, Michael Mineo, ha aparegut en algunes pel·lícules.

## Teatre

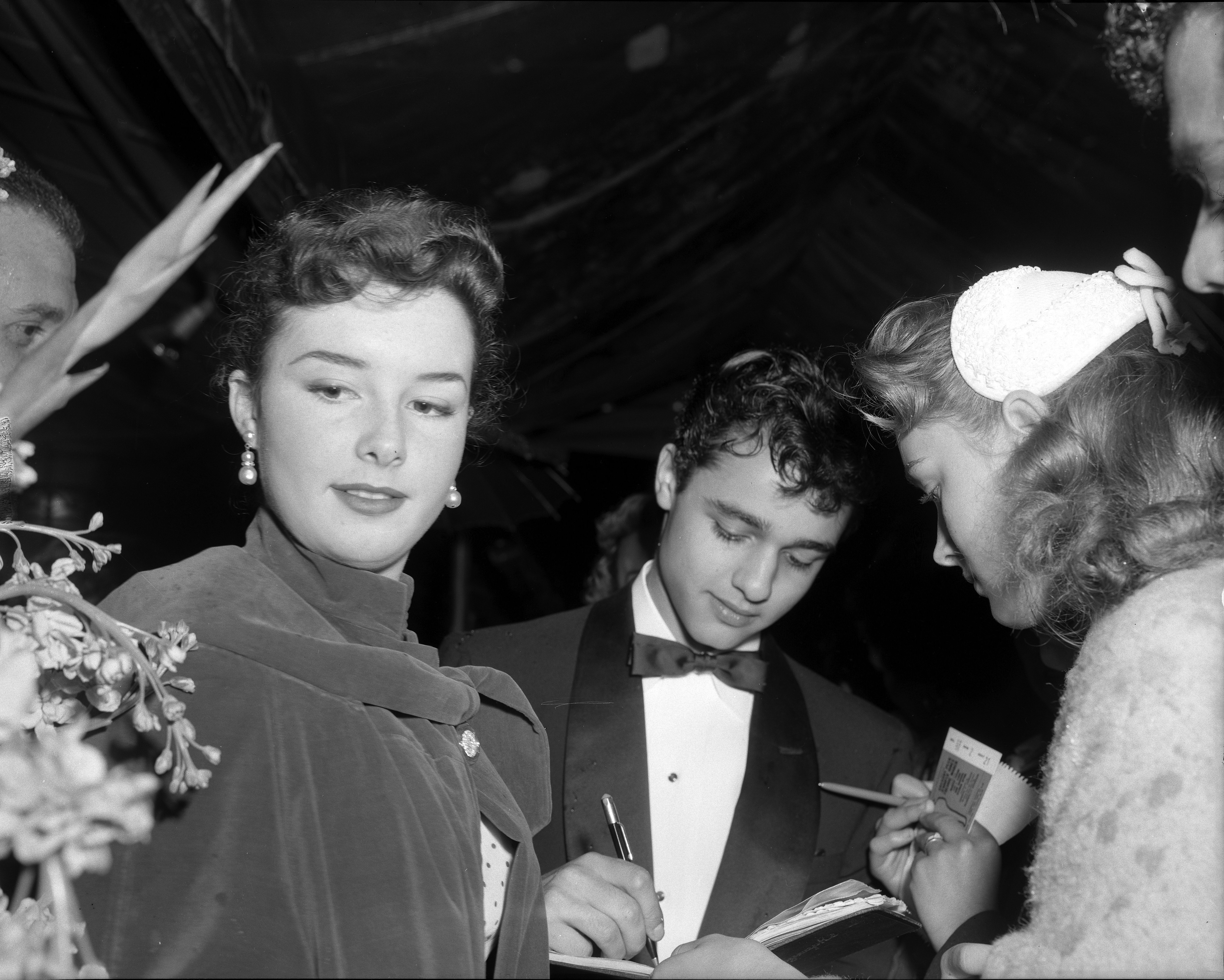
Sal Mineo amb l'actriu Gigi Perreau el 1956

- 1951: La rosa tatuada de Tennessee Williams: Salvatore
- 1951: Dinosaur Wharf de Joel Wyman: el nen
- 1952: El rei i jo d'Oscar Hammerstein II i Richard Rodgers: príncep Chulalongkorn
- 1962: Something About a Soldier d'Ernest Kinoy: Jacob
- 1969: Fortune and Men's Eyes de John Herbert: Rocky -

## Filmografia[3]

### Cinema
- 1955: Six Bridges to Cross: Jerry, de nen
- 1955: The Private War of Major Benson: Sylvester Dusik
- 1955: Rebel sense causa (Rebel Without a Cause): John « Plato » Crawford
- 1956: Crime in the Streets: Angelo « Baby » Gioia
- 1956: Somebody Up There Likes Me: Romolo
- 1956: Gegant (Giant): Angel Obregón II
- 1956: Rock, Pretty Baby: Angelo Barrato
- 1957: Dino: Dino Minetta
- 1957: The Young Don't Cry: Leslie Henderson
- 1958: Tonka: White Bull
- 1959: A Private's Affair: Luigi Maresi
- 1959: The Gene Krupa Story: Gene Krupa
- 1960: Insight or Insanity?: narrador
- 1960: Èxode (Exodus): Dov Landau
- 1962: Escape from Zahrain: Ahmed
- 1962: The Longest Day: Martini
- 1964: Cheyenne Autumn: Red Shirt
- 1965: The Greatest Story Ever Told: Uriah
- 1965: Who Killed Teddy Bear: Lawrence Sherman
- 1969: 80 Steps to Jonah: Jerry Taggart
- 1969: Krakatoa, East of Java: Leoncavallo
- 1971: Escape from the Planet of the Apes: Dr. Milo
- 1974: Sonic Boom, curt

### Televisió
- 1956: Studio One, episodi Dino: Dino
- 1961: Cry Vengeance!: Andrea
- 1966: The Dangerous Days of Kiowa Jones: Bobby Jack Wilkes
- 1967: Stranger on the Run: George Blaylock
- 1968: Hawaii Five-O, episodi  Tiger by the Tail: Bobby George
- 1970: The Challengers: Angel de Angelo
- 1971: In Search of America: Nick
- 1971: How to Steal an Airplane: Luis Ortega
- 1972: The Family Rico: Nick Rico
- 1973: Harry O, episodi Such Dust as Dreams Are Made On: Walter Scheerer
- 1974: Police Story, episodi The Hunters: Stippy
- 1975: Columbo, Temporada 5 de Columbo, Episodi 2: Rachman Habib
- 1975: Harry O, episodi  Elegy for a Cop: Broker
- 1975: Police Story, episodi  Test of Brotherhood: Fobbes
- 1975: Hawaii Five-O, episodi  Hit Gun for Sale: Eddie
- 1976: A pluma i a sang, episodi The Adventure of the Wary Witness: James Danello
- 1976: Joe Forrester, episodi The Answer: Parma

## Premis i nominacions[4]

### Premis
- Globus d'Or al millor actor secundari per Èxode
- Laurel Awards 1961: millor secundari per Èxode

### Nominacions
- Oscar al millor actor secundari per  Rebel sense causa
- premis Emmy 1957: millor actor per Studio One, episodi Dino
- Oscar al millor actor secundari 1961 per Exodus